# Циатейные
Циатейные (лат. Cyatheaceae) — семейство папоротников порядка Циатейные (Cyatheales).

## Роды
По информации базы данных The Plant List (на июль 2016) семейство включает 15 родов и 514 видов:
- Alsophila, включает 71 вид
- Amphicosmia R. Br., включает 2 вида
- Cnemidaria C.Presl, включает 25 видов
- Cormophyllum, включает 1 вид
- Cyathea Holub — Циатея, включает 320 видов
- Fourniera Scribn., включает 1 вид
- Gymnosphaera Blume, включает 20 видов
- Hemistegia, включает 1 вид
- Hemitelia R. Br., включает 12 видов
- Hymenophyllopsis K.I. Goebel, включает 8 видов
- Nephelea R.M. Tryon, включает 7 видов
- Schizocaena J. E. Smith, включает 5 видов
- Sphaeropteris Bernh., включает 13 видов
- Thysanobotrya, включает 1 вид
- Trichipteris C. Presl, включает 27 видов

По данным публикаций Корал (2006 и 2007 гг..) и Лехтонена (2011г.) семейство включает 5 родов и более 400 видов:
- Alsophila, включает 71 вид
- Cyathea Holub — Циатея, включает 320 видов
- Gymnosphaera Blume, включает 20 видов
- Hymenophyllopsis K.I. Goebel, включает 8 видов
- Sphaeropteris Bernh., включает 13 видов